# Кубок Суперліги Китаю з футболу 2004
Кубок Суперліги Китаю 2004 — 1-й розіграш, у якому брали участь команди Китайської Суперліги. Змагання проводилося за системою плей-оф, де і визначили переможця. Перший титул новоствореного змагання здобув Шаньдун Лунен Тайшань.

## Календар
| Раунд        | Дата              | Матчі | Клуби  |
| ------------ | ----------------- | ----- | ------ |
| Перший раунд | 2/6 червня 2004   | 8     | 12 → 8 |
| 1/4 фіналу   | 1/4 липня 2004    | 8     | 8 → 4  |
| 1/2 фіналу   | 18/22 серпня 2004 | 4     | 4 → 2  |
| Фінал        | 11 грудня 2004    | 1     | 2 → 1  |

## Перший раунд
| Команда 1             | Заг. | Команда 2       | 1-й матч | 2-й матч |
| --------------------- | ---- | --------------- | -------- | -------- |
| 2/6 червня 2004       |      |                 |          |          |
| Ціндао Сбрайт         | 2:3  | Ляонін Чжунюй   | 2:1      | 0:2      |
| Шаньдун Лунен Тайшань | 6:2  | Бейцзін Хьюндай | 5:0      | 1:2      |
| Сичуань Ферст Сіті    | 5:3  | Чунцін Ціче     | 4:0      | 1:3      |
| Тяньцзінь Мастер Конг | 11:0 | Шеньян Цзіньде  | 4:0      | 7:0      |

## 1/4 фіналу
| Команда 1             | Заг.    | Команда 2          | 1-й матч | 2-й матч |
| --------------------- | ------- | ------------------ | -------- | -------- |
| 1/4 липня 2004        |         |                    |          |          |
| Ляонін Чжунюй         | 1:4     | Шанхай Шеньхуа СВА | 0:0      | 1:4      |
| Шаньдун Лунен Тайшань | 1:1 (ч) | Далянь Шиде        | 0:0      | 1:1      |
| Шеньчжень Цзяньлібао  | 4:3     | Сичуань Ферст Сіті | 2:0      | 2:3      |
| Тяньцзінь Мастер Конг | 5:3     | Інтер Шанхай       | 5:2      | 0:1      |

## 1/2 фіналу
| Команда 1             | Заг.    | Команда 2            | 1-й матч | 2-й матч |
| --------------------- | ------- | -------------------- | -------- | -------- |
| 19/22 серпня 2004     |         |                      |          |          |
| Шаньдун Лунен Тайшань | 3:3 (ч) | Шанхай Шеньхуа СВА   | 1:0      | 2:3      |
| Тяньцзінь Мастер Конг | 5:7     | Шеньчжень Цзяньлібао | 3:3      | 2:4      |

## Фінал
| 11 грудня 2004 |

| Шаньдун Лунен Тайшань   | 2:0      | Шеньчжень Цзяньлібао |
| ----------------------- | -------- | -------------------- |
| Шу Чанг 33' Ван Чао 50' | Протокол |                      |

| Стадіон провінції Шаньдун, Цзінань Глядачів: 30 000 Арбітр: Хіройоші Такакяма |